# Бренністейнсалда

Бренністейнсалда (ісл. Brennisteinsalda, сірчиста хвиля) — це вулкан, а точніше ріолітовий вулканічний купол на півдні Ісландії, що належить до системи вулкана Торфайокутль. Він розташований приблизно в 3-х км від природоохоронної території Ландманналойгар  та неподалік від вулкана Гекла. Біля вулкана проходить туристичний маршрут Лойгарвегур.
Назва походить від жовтих плям сірки на його поверхні. Однак поверхня вулкана є різноманіттям кольорів: тут і зелений (мохи), рожевий (осади заліза), бежевий (ріоліт), сірий, синій та чорний (базальт, ретініт та відкладення попелу), білий (вапнякові осади). Через це фотографії вулкана часто фігурують у матеріалах природоохоронної території Ландманналойгар, розташованої неподалік, книгах та календарях.

## Вулканізм
Вулкан є частиною системи вулкана Торфайокутль та розташований на краю його кальдери. У підніжжя розташоване геотермальне поле. Земля на схилах вулкана подекуди ще гаряча (особливо в місцях вапнякових осадів — там дуже тонкий верхній застиглий шар), існують численні виходи пари, сірчисті фумароли. Під час останньої серії вивержень вулкана Торфайокутль в 15-му сторіччі перед вулканом утворилось обсидіанове лавове поле Лойгараун (ісл. Laugahraun).

## Галерея

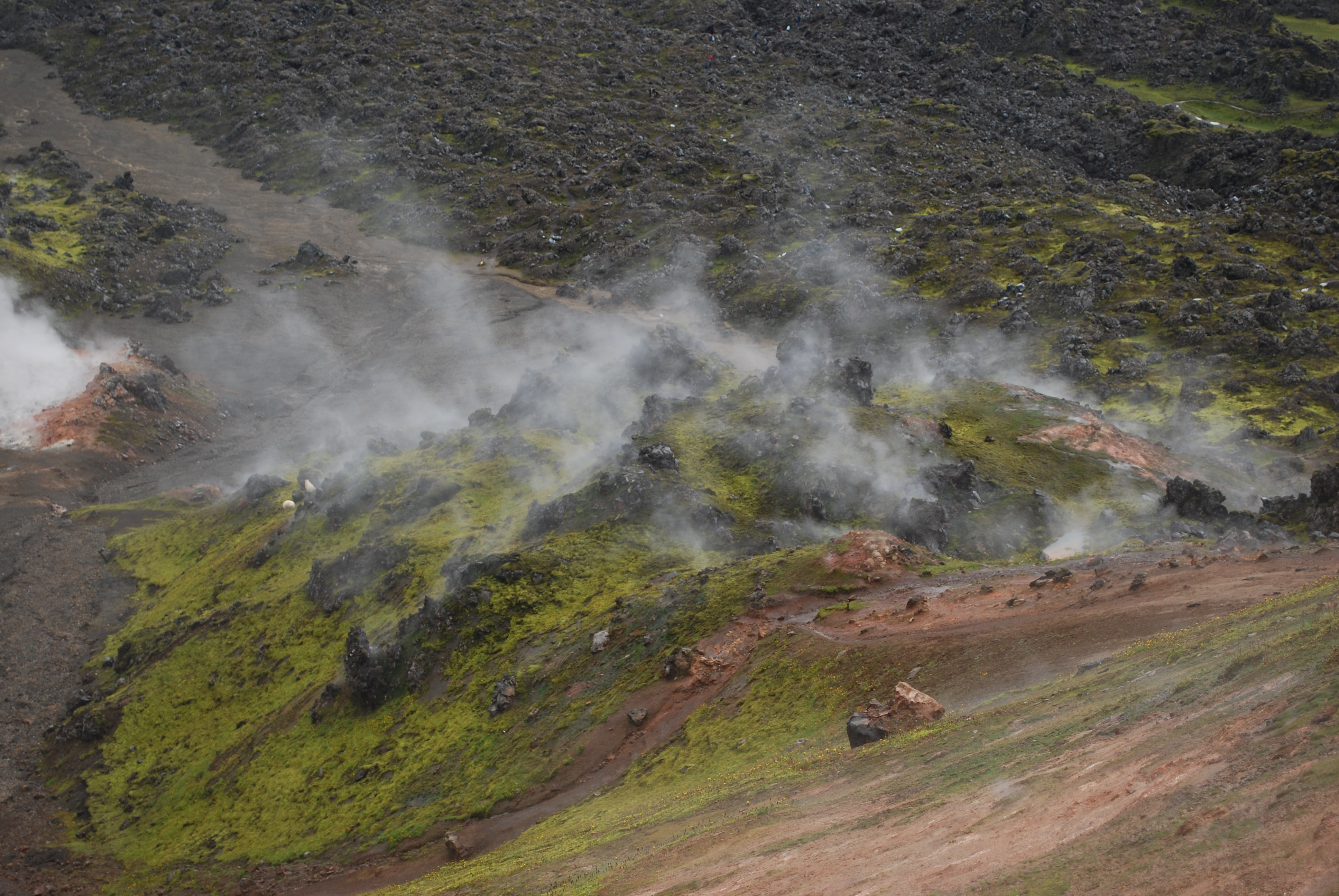
Геотермальне поле біля підніжжя вулкана та на його схилах
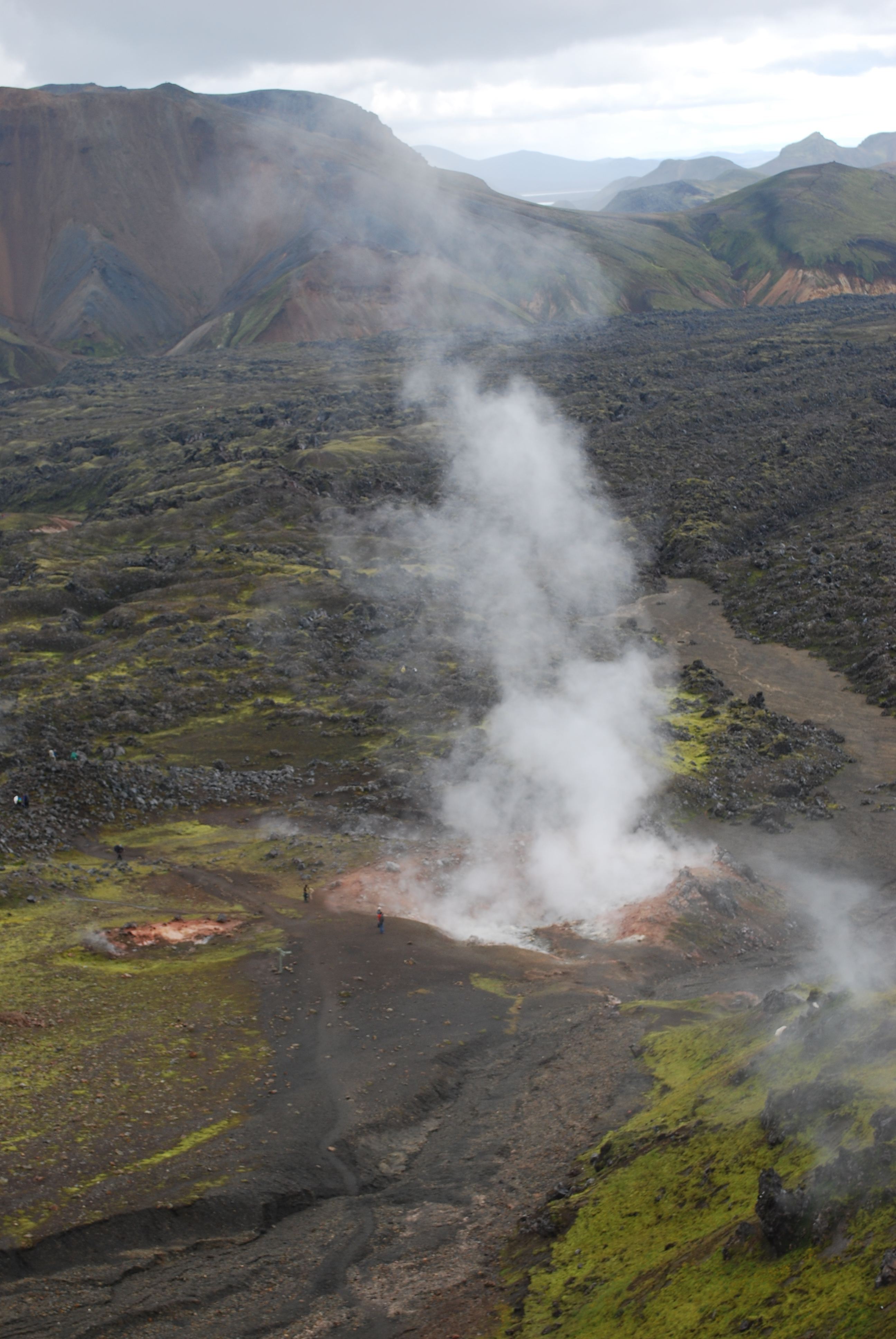
Вид з Бренністейнсалда на грязеві джерела біля його підніжжя
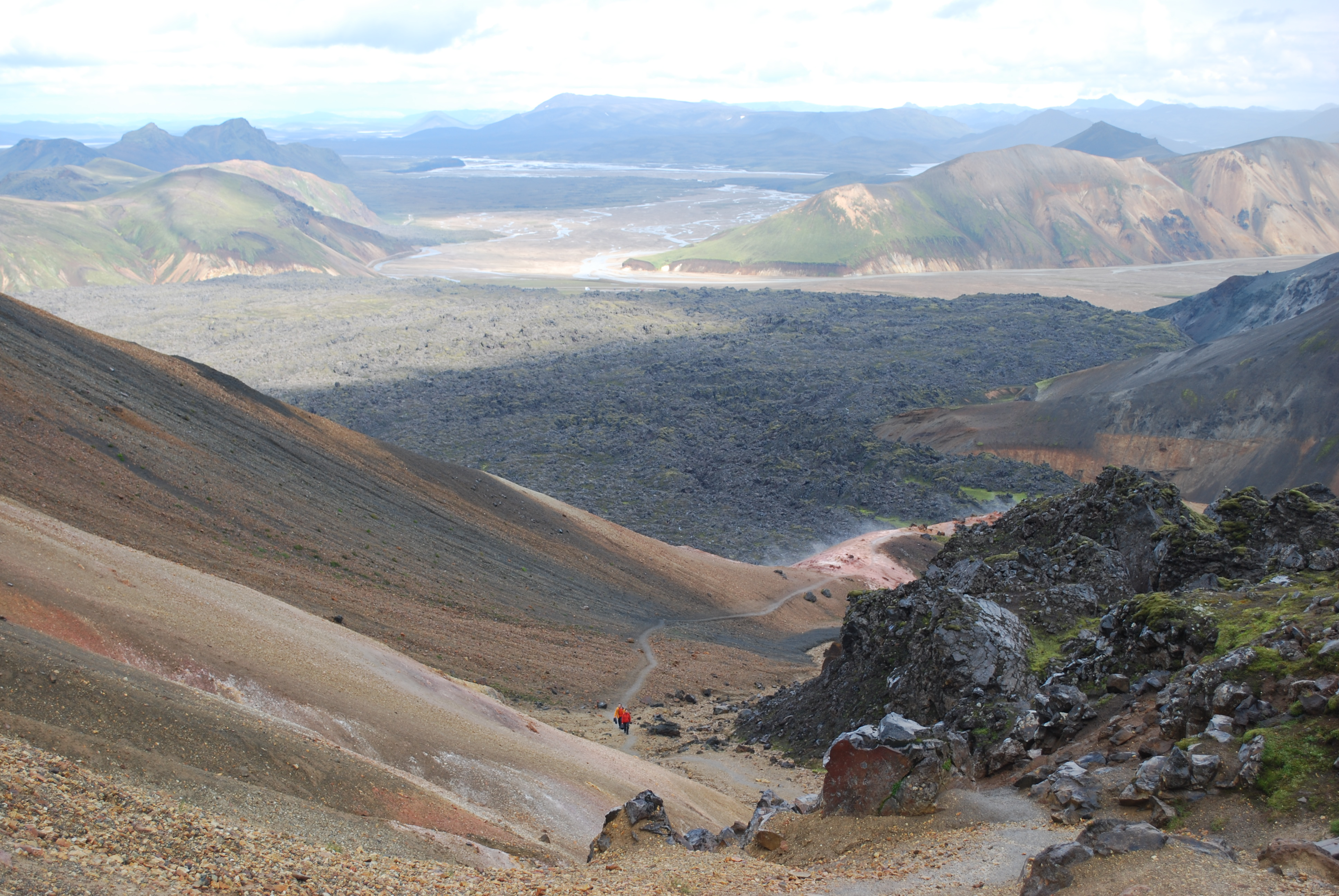
Початок маршруту Лойгарвегур, Бренністейнсалда зліва на передньому плані
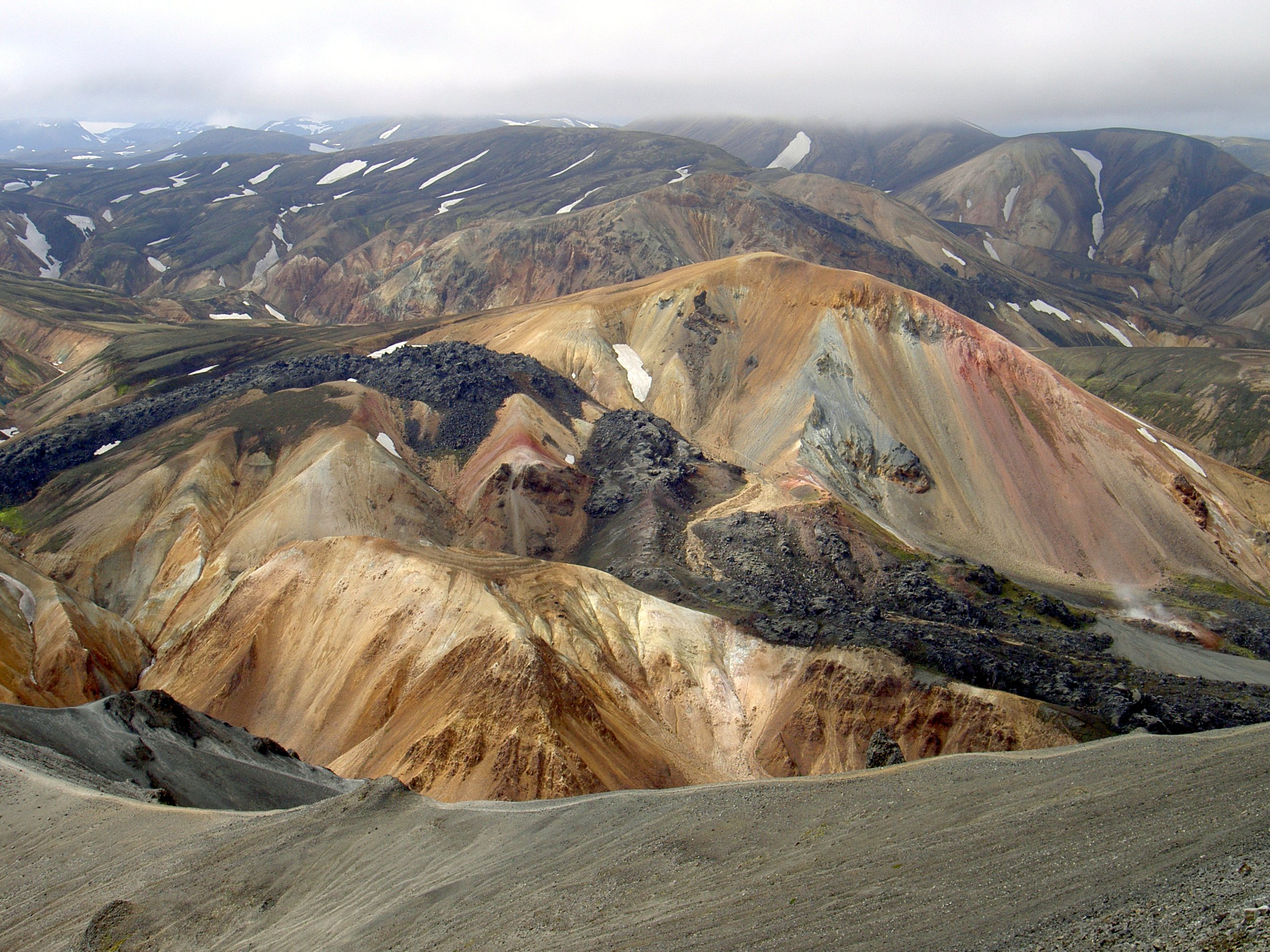
Бренністейнсалда посередині